# Chalceopla cockerelli
Chalceopla cockerelli är en fjärilsart som beskrevs av August Busck 1915. Chalceopla cockerelli ingår i släktet Chalceopla och familjen antennmalar. Inga underarter finns listade i Catalogue of Life.